# 亚裔配额

1980年至2011年期间亚裔在常春藤盟校的就读人数

1980年–2011年期间亚裔在非常春藤盟校的就读人数

亚裔配额是种族配额的一种。它1980年起存在至今，反映了美国国内教育机构或职场中有意限制亚裔人数的现象。尽管以常春藤盟校为首的美国高等学府并不承认所谓的“亚裔配额”。究其缘由，是美国大众文化对亚裔先入为主的观念，认为亚裔学习成绩天生优异，进而导致美国大学录取的亚裔拥有平均远超他人的学术水平。
然而，亚裔配额这一有失公允的现象并非先例。早在1910年至1950年期间，美国高等学府便出于类似的目的，有意降低犹太裔学生的录取人数。因此历史缘故，当今美国大学招生办中的亚裔申请者也被称为“新犹太人”。
此外，有美国政府调查迹象表明，亚裔配额在美国大学招生办中普遍存在，但现在尚无定论。